# Тепловые нейтроны
Тепловые нейтроны или медленные нейтроны  — свободные нейтроны, кинетическая энергия которых близка к наиболее вероятной энергии теплового движения молекул газа при комнатной температуре (20,46 °C, что соответствует 0,0253 эВ).

## Общая информация
Быстрые нейтроны, образующиеся, например, при ядерной реакции деления, после нескольких столкновений с ядрами вещества теряют свою кинетическую энергию и становятся тепловыми. О таком процессе говорят как о «термализации», т. е. нейтроны приходят в термодинамическое равновесие со средой, аналогично молекулам газа. К медленным нейтронам условно относят нейтроны с энергией менее 100 кэВ. По ГОСТ 15484-81 энергетические диапазоны нейтронов разделяли на тепловые (находящиеся в тепловом равновесии с рассеивающими атомами среды), промежуточные (до 200 кэВ), быстрые (от 200 кэВ до 20 МэВ), и сверхбыстрые (свыше 20 МэВ).
Сечение поглощения теплового нейтрона ядром 235U с последующим делением существенно выше по сравнению с сечением деления быстрыми нейтронами. Поэтому в ядерных реакторах часто используют замедлители  нейтронов для того, чтобы можно было использовать топливо с меньшей концентрацией делящегося вещества.
Эффективные сечения радиационного захвата нейтронов сильно зависят от энергии нейтронов. Для удобства в физике ядерных реакторов спектр энергий нейтронов разбивают на три части: тепловые нейтроны (энергии ниже 0,4 эВ), промежуточные нейтроны и быстрые нейтроны.

## Применение медленных нейтронов для расщепления ядер
22 октября 1934 года группа итальянских физиков-атомщиков, возглавляемая Энрико Ферми, обнаружила, что ядра атомов захватывают нейтроны в сотни раз эффективнее, если предварительно между мишенью и источником этих нейтронов разместить парафин или массу воды (очень удачно, что в институте в Риме был бассейн с золотыми рыбками). Ферми быстро придумал простое объяснение этому явлению: быстрые нейтроны, сталкиваясь со значительным количеством нуклонов, замедляются, а медленный нейтрон, в отличие от слишком быстрого, может «спокойно» подойти к ядру и быть захваченным ядром с помощью сильного взаимодействия. В результате осуществлялась следующая реакция получения искусственных изотопов: ядро с зарядом Z и массовым числом N, захватив нейтрон, превращалось в изотоп с массовым числом N+1. В силу нестабильности данного изотопа ядро распадается с образованием электрона и антинейтрино. В результате получается элемент с зарядом ядра Z+1 и массовым числом N+1.
Это выглядело очень необычным — ядро привыкли считать чем-то невероятно прочным, и, согласно здравому смыслу, чтобы его изменить, необходимо повлиять на него чем-то очень энергичным, очень быстрым — например быстрой альфа-частицей или быстрым протоном. И ускорители были изобретены для той же цели — получить как можно более быстрые частицы для как можно более мощного воздействия на атомы. А для нейтрона всё оказалось ровным счётом наоборот — чем медленнее он двигался, тем с большей лёгкостью возникали реакции превращения элементов. Именно это открытие проложило дорогу к созданию ядерного реактора.